# 홍이

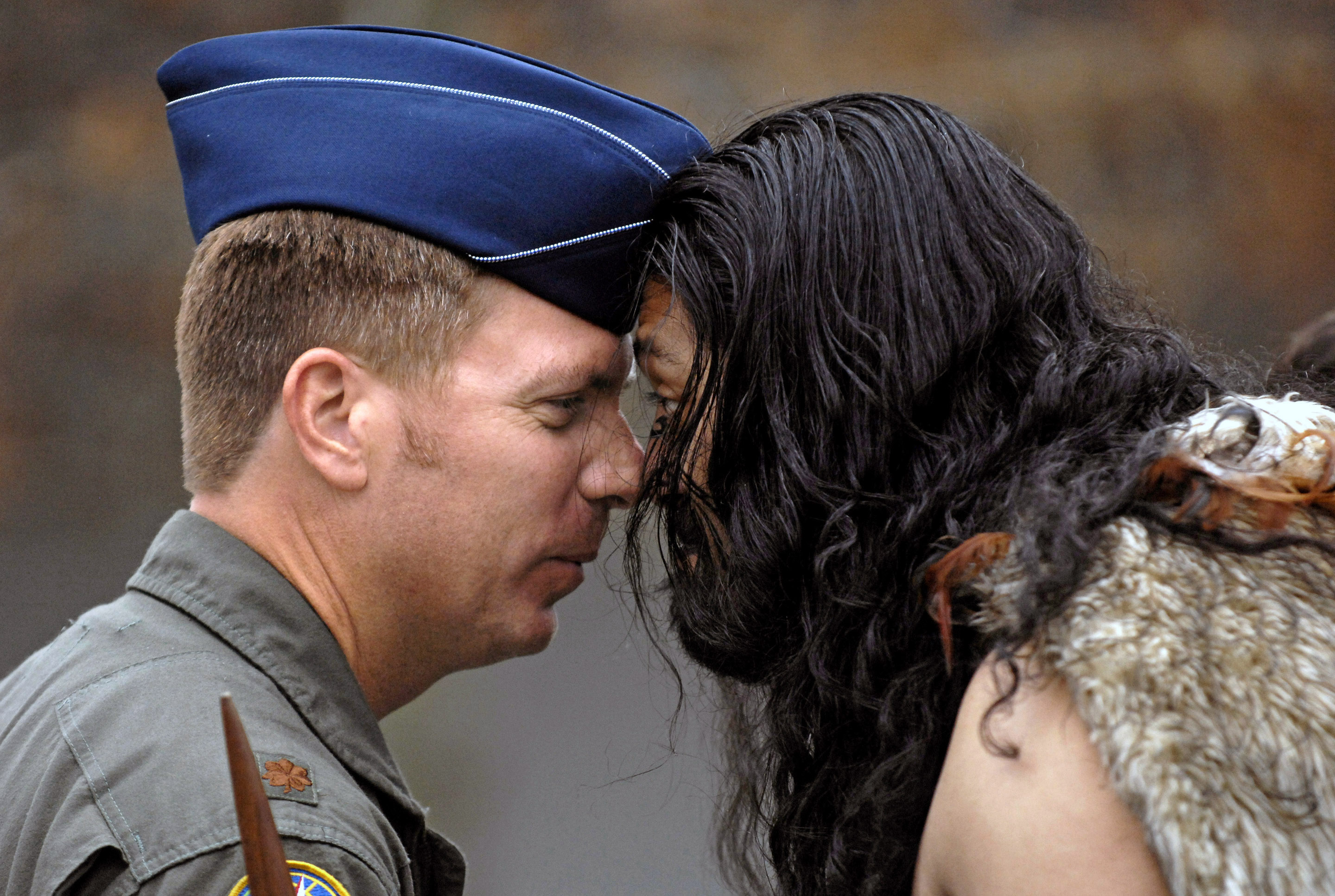
홍이를 하는 마오리족 전사와 미국 공군 군인

홍이(hongi)는 뉴질랜드 마오리족의 인사 방법이다. 서로 이마와 코를 맞댄다. 서로 영혼을 교환하고 섞는다는 의미가 담겨있다.deep

## 예
- 2006년 12월 8일, 대한민국의 대통령 노무현이 뉴질랜드 총독관저에서 마오리 단장과 홍이를 하였다.
- 2010년 11월 4일, 힐러리 클린턴이 웰링턴을 방문했을 때 홍이를 하였다.[1]

## 같이 보기
- 볼키스